# Lipci
Lipci este un sat din comuna Kotor, Muntenegru. Conform datelor de la recensământul din 2003, localitatea are 36 de locuitori (la recensământul din 1991 erau 34 de locuitori).

## Demografie
În satul Lipci locuiesc 27 de persoane adulte, iar vârsta medie a populației este de 40,8 de ani (35,6 la bărbați și 45,9 la femei). În localitate sunt 13 gospodării, iar numărul mediu de membri în gospodărie este de 2,77.
Populația localității este foarte eterogenă.
|  |

| Demografie | Demografie | Demografie |
| An         | Locuitori  | Locuitori  |
| ---------- | ---------- | ---------- |
|            |            |            |
|            |            |            |
|            |            |            |
|            |            |            |
| 1948       | 36         |            |
| 1953       | 34         |            |
| 1961       | 34         |            |
| 1971       | 33         |            |
| 1981       | 36         |            |
| 1991       | 34         | 32         |
| 2003       | 36         | 36         |

| \| Componența etnică conform recensământului din 2003[2] \| Componența etnică conform recensământului din 2003[2] \| Componența etnică conform recensământului din 2003[2] \| Componența etnică conform recensământului din 2003[2] \| Componența etnică conform recensământului din 2003[2] \| \| ----------------------------------------------------- \| ----------------------------------------------------- \| ----------------------------------------------------- \| ----------------------------------------------------- \| ----------------------------------------------------- \| \| \| \| \| \| \| \| Muntenegreni \| Muntenegreni \| \| 23 \| 63,88% \| \| Sârbi \| Sârbi \| \| 8 \| 22,22% \| \| Sloveni \| Sloveni \| \| 3 \| 8,33% \| \| Croați \| Croați \| \| 1 \| 2,77% \| \| necunoscută \| necunoscută \| \| 0 \| 0% \| |              |  |    |        |
| Componența etnică conform recensământului din 2003 |              |  |    |        |
| |              |  |    |        |
| Muntenegreni | Muntenegreni |  | 23 | 63,88% |
| Sârbi | Sârbi        |  | 8  | 22,22% |
| Sloveni | Sloveni      |  | 3  | 8,33%  |
| Croați | Croați       |  | 1  | 2,77%  |
| necunoscută | necunoscută  |  | 0  | 0%     |